# منتخب رومانيا تحت 17 سنة لكرة القدم
منتخب رومانيا تحت 17 سنة لكرة القدم (بالرومانية: Echipa națională de fotbal a României Under-17)‏ هو ممثل رومانيا الرسمي في المنافسات الدولية في كرة القدم في فئة كرة قدم تحت 17 سنة للرجال، يديريه اتحاد رومانيا لكرة القدم.